# 이지영 (1996년)
이지영(1996년 6월 25일 ~ )은 대한민국의 배우이다.

## 주요 이력
2015년 연극배우 첫 데뷔하였다.

## 출연작

### 연극
- 2015년 《귀족야행》
- 2020년 《불량품》

### 뮤지컬
- 2019년 《길들여진 새》
- 2020년 《선물》